# Chiesa di San Pietro Martire (Varallo)
La chiesa di San Pietro Martire di Varallo è una chiesa consacrata a San Pietro Martire; venne fatta costruire nel 1336, all'imbocco della Val Mastallone. 
Dopo la costruzione del 1336, venne sopraelevata nel corso del '600; fu sconsacrata alla fine del XIX secolo e successivamente divenne casello daziario. Fu restaurata nel corso del XX secolo.
Nell'edificio si trovavano degli affreschi attribuiti alla scuola di Giovanni De Campo, risalenti alla metà del XV secolo , ora trasferiti ed esposti alla pinacoteca civica della cittadina.